# Metasaléeite
La metasaléeite (simbolo IMA: Mslé) è un raro minerale del gruppo della meta-autunite appartenente alla famiglia dei "fosfati, arseniati e vanadati" con composizione chimica Mg(UO2)2(PO4)2 • 8(H2O).

## Etimologia e storia
Come suggerisce il nome, la metasaléeite è una forma disidratata della saléeite (Mg[UO2|PO4]2 • 10–12(H2O)). Il minerale è stato scoperto per la prima volta in quella che è poi diventata la sua località tipo, la miniera "Shinkolobwe", che si trova a Shinkolobwe, territorio di Kambove, (nella provincia dell'Alto Katanga, Repubblica Democratica del Congo).
Il nome della radice è in onore di Achille Léon Salée [6 settembre 1883 Spa, Belgio - 13 marzo 1932 Isavi, Ruanda (non, come affermano alcune fonti, ad Astrida, Belgio)], professore presso l'Université catholique de Louvain, a Lovanio (in Belgio).

## Classificazione
Nella Classificazione Nickel-Strunz la metasaléeite è elencata nella classe "8. Fosfati, arseniati, vanadati" e successivamente nella sottoclasse "8.E Fosfati e arseniati di uranile"; questa è ulteriormente suddivisa in base al rapporto tra le quantità di ione diossido di uranio (UO2) e di fosfato, vanadato o arseniato (RO4), in modo che la si possa trovare nella sezione "8.EB UO2:RO4 = 1:1", dove forma il sistema nº 8.EB.10 insieme a lehnerite, bassetite, meta-autunite, metaheinrichite, metakirchheimerite, metakahlerite, metatorbernite, metazeunerite, metauramphite, przhevalskite, metalodèvite, metanatroautunite, metanováčekite, metauranocircite e metauranospinite.
La Sistematica dei lapis (Lapis-Systematik) di Stefan Weiß, che si basa ancora sull'ottava edizione Strunz per considerazione verso i collezionisti privati e le collezioni istituzionali, elenca anch'essa la metasaléeite nella classe dei "fosfati, arseniati e vanadati" e da lì nella sottoclasse "fosfati/arseniati di uranile e vanadati di uranile con [UO2]2+ - [PO4]/[AsO4]3- e [UO2]2+ - [V2O8]6-, nonché vanadati isotipici (serie della sincosite)".

## Abito cristallino
La metasaléeite cristallizza nel sistema tetragonale nel gruppo spaziale P4/nmm (gruppo nº 129) con i parametri reticolari a = 7,22 Å e c = 17,73 Å e con 2 unità di formula per cella unitaria.

## Origine e giacitura
La metasaléeite è un minerale abbastanza raro. Oltre alla sua località tipo, la miniera "Shinkolobwe" sita nella provincia dell'Alto Katanga, il minerale è stato rinvenuto anche a Mutshatsha, sempre nella Repubblica Democratica del Congo.
In Italia la metasaléeite è stata trovata solo ad Assemini e Capoterra, entrambe in Sardegna.
Altri ritrovamenti sono occorsi a Bressuire e Le Puech (Francia), nel circondario dei Monti Metalliferi (Sassonia) e nel circondario di Greiz (Turingia), entrambi in Germania; a Tábua in Portogallo; a Selce in Slovacchia; a Badajoz in Spagna; infine in Cornovaglia (Gran Bretagna).